# Чемпіонат України з футзалу серед жінок
Чемпіонат України з футзалу серед жінок — футзальне змагання серед жіночих українських клубів. Проводиться з 1995 року. Найуспішнішими командами чемпіонату є полтавський «ПЗМС» (раніше «Ніка-ПНПУ») і «Біличанка-НПУ» (Ірпінь), які мають по десять титулів. Чемпіонат проводиться Українською асоціацією футболу.

## Історія

### Витоки поч. 90-х— 1997
Жіночий футзал в Україні розпочинає свою історію в кінці 80-х років XX століття. У той час активно грати у футзал почала команда «Буковинка» з м. Чернівці під керівництвом тренера Сергія Григоровича Ягодкіна.
Досвідчений наставник відчув перспективу цього різновиду футболу і переорієнтував на нього свою команду, яка до того грала у «великий футбол». У 1992 році команда, яка стала називатися «Легмаш», виступала у відкритому Чемпіонаті Білорусі, а у 1993 та 1994 роках — у Чемпіонаті Росії, так як футзальні Чемпіонати України ще не проводилися. Виступ українок був дуже вдалим — жодної поразки протягом всіх турнірів. Крім того, команді з Чернівців вдалося у 1994 році на міжнародному турнірі у Москві перемогти збірну Австралії з рахунком 7 — 2.
В Україні перший турнір з жіночого футзалу було проведено у Чернівцях в 1993 році. Це стало поштовхом до проведення офіційних Всеукраїнських змагань з футзалу серед жіночих команд.
Дебютна Першість була зіграна у 1995 році. У ній взяло участь 7 команд: «Ніка» м. Чернівці/Полтава, «Уніспорт» м. Київ, «Мінора» м. Черкаси, «Донтекс» м. Донецьк, «Радосінь» м. Київ, «Авіатор» м. Київ, «Біличанка» смт. Коцюбинське, Київська область. Першим чемпіоном України стала полтавська «Ніка» (тренер — Ягодкін С. Г.), яка розпочала сезон у Чернівцях.
ІІ-й Чемпіонат України пройшов у 1996 році. У ньому взяло участь 4 команди: «Уніспорт» м. Київ, «Біличанка» смт. Коцюбинське, «Мінора» м. Черкаси, «Суми» м. Суми. Чемпіоном України стала команда з невеликого пристоличного селища Коцюбинське «Біличанка» (тренер Колок В. В.).
У 1996 році в Україні почали проводитися Першості України з футзалу серед дівочих команд. Ініціатором таких турнірів став ФК «Біличанка-93». У прем'єрній Першості серед команд дівчат 1992—1983 років народження взяло участь 13 команд. Чемпіонками у даній віковій категорії стали дівчата з «Біличанки».
З 21 січня 1997 року по 04 травня 1997 року проходив ІІІ — й Чемпіонат України з футзалу серед жіночих команд. Змагання було доручено проводити комітету жіночого футзалу Асоціації міні-футболу України, який очолював С. Г. Ягодкін.

### Становлення 1997—2000
У другій половині 1997 року за рішенням Виконкому ФФУ жіночий футзал підпорядкували комітету жіночого футболу, який очолював Качкаров С. Г. Головою комісії став пан Агасімов. У цей період проводилися Чемпіонати України і Кубки України.

### І знову у складі АМФУ 2000–наші дні
У 2000 році за ініціативи керівників жіночих футзальних клубів жіночий футзал було підпорядковано Асоціації міні-футболу (футзалу) України. У структурі Асоціації було створено Комітет жіночого футзалу, який очолив Завальний Валерій Дмитрович.

## Чемпіонати України
| Сезон     | К | К | Т  | Чемпіон                                    | 2-ге місце                                  | 3-тє місце                          | Г. | Найкращий бомбардир                                      | Примітки  |
| Вища ліга |   |   |    |                                            |                                             |                                     |    |                                                          |           |
| 1995      |   |   | 1  | «Ніка» (Чернівці/Полтава)                  | «Уніспорт» (Київ)                           | «Мінора» (Черкаси)                  | 37 | Оксана Ткачук («Ніка»)                                   | 7 клубів  |
| 1996      |   |   | 1  | «Біличанка» (смт. Коцюбинське)             | «Уніспорт» (Київ)                           | «Мінора» (Черкаси)                  | ?  | ?                                                        | 4 клуби   |
| 1997      |   |   | 2  | «Ніка» (Полтава)                           | «Мінора» (Черкаси)                          | «Харків'янка» (Харків)              | ?  | ?                                                        | 10 клубів |
| 1997/98   |   |   | 3  | «Ніка-Університет» (Полтава)               | «Уніспорт-Оболонь» (Київ)                   | «Львів'янка» (Львів)                | ?  | ?                                                        | 7 клубів  |
| 1998/99   |   |   | 4  | «Ніка-Педуніверситет» (Полтава)            | «Фортуна-Чексіл» (Чернігів)                 | «Оболонь» (Київ)                    | ?  | ?                                                        | 8 клубів  |
| 1999/00   |   |   | 5  | «Ніка-Педуніверситет» (Полтава)            | «Фортуна-Чексіл» (Чернігів)                 | «Біличанка» (смт. Коцюбинське)      | ?  | ?                                                        | 8 клубів  |
| 2000/01   |   |   | 6  | «Ніка-Педуніверситет» (Полтава)            | «Фортуна-Чексіл» (Чернігів)                 | «Біличанка» (смт. Коцюбинське)      | ?  | ?                                                        | 6 клубів  |
| 2001/02   |   |   | 7  | «Ніка-Педуніверситет» (Полтава)            | «Фортуна-Чексіл» (Чернігів)                 | «СоцТех» (Київ)                     | ?  | ?                                                        | 7 клубів  |
| 2002/03   |   |   | 8  | «Ніка-Педуніверситет» (Полтава)            | «Фортуна-Чексіл» (Чернігів)                 | «Біличанка» (смт. Коцюбинське)      | ?  | ?                                                        | 8 клубів  |
| 2003/04   |   |   | 2  | «Біличанка» (смт. Коцюбинське)             | «Спартак-Фортуна» (Чернігів)                | «Ніка-Педуніверситет» (Полтава)     | ?  | ?                                                        | 10 клубів |
| 2004/05   |   |   | 9  | «Ніка-Педуніверситет» (Полтава)            | «Біличанка» (смт. Коцюбинське)              | «Інтерпласт» (Луганськ)             | ?  | ?                                                        | 10 клубів |
| 2005/06   |   |   | 1  | «Інтерпласт» (Луганськ)                    | «Ніка-Педуніверситет» (Полтава)             | «СоцТех» (Київ)                     | 37 | Віра Дятел («Інтерпласт»)                                | 9 клубів  |
| 2006/07   |   |   | 10 | «Ніка-Педуніверситет» (Полтава)            | «Біличанка» (смт. Коцюбинське)              | «СоцТех» (Київ)                     | ?  | ?                                                        | 6 клубів  |
| 2007/08   |   |   | 3  | «Біличанка-НПУ» (смт. Коцюбинське)         | «НУХТ» (Київ)                               | «КиївГаз» (Київ)                    | 38 | Юлія Форсюк («Біличанка-НПУ»)                            | 6 клубів  |
| 2008/09   |   |   | 4  | «Біличанка-НПУ» (смт. Коцюбинське)         | «Ніка-ПНПУ» (Полтава)                       | «НУХТ» Київ)                        | 29 | Юлія Форсюк («Біличанка-НПУ»)                            | 8 клубів  |
| 2009/10   |   |   | 5  | «Біличанка-НПУ» (смт. Коцюбинське)         | «Олімпік» (Дніпропетровськ)                 | «Спарта» (Київ)                     | 35 | Аліна Горобець («Біличанка-НПУ»)                         | 7 клубів  |
| 2010/11   |   |   | 6  | «Біличанка-НПУ» (смт. Коцюбинське)         | «Ніка-ПНПУ» (Полтава)                       | «Спарта» (Київ)                     | 24 | Аліна Горобець («Біличанка-НПУ»)                         | 7 клубів  |
| 2011/12   |   |   | 7  | «Біличанка-НПУ» (смт. Коцюбинське)         | «Олімпік» (Дніпропетровськ)                 | «Ніка-Педуніверситет» (Полтава)     | 32 | Альона Лук'яненко («Біличанка-НПУ»)                      | 7 клубів  |
| 2012/13   |   |   | 8  | «Біличанка-НПУ» (смт. Коцюбинське)         | «Ніка-ПНПУ» (Полтава)                       | «Злагода-Олімпік» (Дніпропетровськ) | 38 | Олена Павленко («Біличанка-НПУ»)                         | 8 клубів  |
| 2013/14   |   |   | 9  | «Біличанка-НПУ» (смт. Коцюбинське)         | «IMS-Уніспорт» (Київ)                       | «Ніка-ПНПУ» (Полтава)               | 40 | Валерія Єрмоленко («Ніка-ПНПУ»)                          | 9 клубів  |
| 2014/15   |   |   | 10 | «Біличанка-НПУ» (смт. Коцюбинське)         | «IMS-НУХТ» (Київ)                           | «Ніка-ПНПУ» (Полтава)               | 40 | Анна Шульга («Біличанка-НПУ»)                            | 7 клубів  |
| 2015/16   |   |   | 1  | «IMS-НУХТ» (Київ)                          | «Біличанка-НПУ» (Ірпінь)                    | «ПЗМС» (Полтава)                    | 22 | Марія Поліщук («Біличанка-НПУ») Юлія Титова («IMS-НУХТ») | 6 клубів  |
| 2016/17   |   |   | 2  | «IMS-НУХТ» (Київ)                          | «ПЗМС» (Полтава)                            | «Злагода» (Дніпро)                  | 20 | Юлія Титова («IMS-НУХТ») Юлія Дударчук («ПЗМС»)          | 4 клуби   |
| 2017/18   |   |   | 3  | «IMS-НУХТ» (Київ)                          | «ПЗМС» (Полтава)                            | «Тесла» (Харків)                    | ?  | ?                                                        | 9 клубів  |
| 2018/19   |   |   | 4  | «IMS-НУХТ» (Київ)                          | «Тесла» (Харків)                            | «Будстар-НПУ» (Київ)                | 16 | Вікторія Гірин («Ладомир»)                               | 7 клубів  |
| 2019/20   |   |   | 1  | «Будстар-НПУ» (Київ)                       | Збірна Харківської області-«Тесла» (Харків) | «IMS-НУХТ» (Київ)                   | 24 | Анна Шульга («Будстар-НПУ»)                              | 6 клубів  |
| 2020/21   |   |   | 1  | Збірна Харківської області-«Тесла» Харків) | «IMS-НУХТ» (Київ)                           | «Університет Драгоманова» (Київ)    | 24 | Маргарита Мочалова («ДЮСШ ім. Бутовського»)              | 15 клубів |
| 2021/22   |   |   |    |                                            |                                             |                                     | 37 | Вікторія Гірин («Ладомир»)                               | 16 клубів |

## Статистика за історію
(статистика наведена лише для Вищої ліги)

### Найуспішніші клуби
| Клуб                                        | Чемпіон | 2-е місце | 3-є місце | Переможні сезони                                                                      |
| ------------------------------------------- | ------- | --------- | --------- | ------------------------------------------------------------------------------------- |
| «ПЗМС» (Полтава)                            | 10      | 5         | 4         | 1995, 1997, 1997/98, 1998/99, 1999/00, 2000/01, 2001/02, 2002/03, 2004/05, 2006/07    |
| «Біличанка-НПУ» (Ірпінь)                    | 10      | 3         | 3         | 1996, 2003/04, 2007/08, 2008/09, 2009/10, 2010/11, 2011/12, 2012/13, 2013/14, 2014/15 |
| «IMS-НУХТ» (Київ)                           | 4       | 3         | 0         | 2015/16, 2016/17, 2017/18, 2018/19                                                    |
| Збірна Харківської області-«Тесла» (Харків) | 1       | 1         | 1         | 2020/21                                                                               |
| «Університет Драгоманова» (Київ)            | 1       | 0         | 2         | 2019/20                                                                               |
| «Інтерпласт» (Луганськ)                     | 1       | 0         | 1         | 2005/06                                                                               |

### Учасники
У 27 сезонах чемпіонату України, які проходили з 1995 року до сезону 2020/21 включно, брала участь 58 команд. Жодна з команд не була присутня у кожному сезоні.
Жирним шрифтом виділено команди, які брали участь у сезоні 2020/21.
- 26 разів: «ПЗМС» Полтава

- 22 рази: «Біличанка-НПУ» Коцюбинське

- 12 разів: «IMS-НУХТ» Київ, «Спарта К» КДЮСШ «Спартак» Київ

- 11 разів: «Мінора» Черкаси

- 8 разів: «Злагода» Дніпро, «НУХТ» Київ, «Спартак-Фортуна» Чернігів

- 7 разів: «Львів'янка» Львів

- 5 разів: «Александрія» Київ, Збірна Харківської області-«Тесла» Харків

- 4 рази: «Багіра-ДЮСШ» Лиман, «Ладомир» Вол.-Волинський, «Надія-ДЮСШ» Гребінка, «СумДУ-УАБС» Суми, «Уніспорт» Київ

- 3 рази: WFC Kharkiv КДЮСШ-8 Харків, «Металіст» Харків, «СДЮШОР-19» Київ, «Університет Драгоманова» Київ, «ФКЛ-Інтер» Луганськ, «Ятрань-УДПУ-Базис» Умань

- 2 рази: «AFC 5G» Київ, «Вікторія» Запоріжжя, «Вікторія» Кагарлик, «Інтерпласт» Луганськ, «Легіон» Луцьк, «Луганочка» Луганська обл., «Петрівчанка» Донецьк, «Планета» Київ

- 1 раз: «AFC NRG» Київ, «Авіатор» Київ, «Біла Лінія» Шкарівка, «Валківчанка» Валки, «Галичанка» Львів, «Дарниця» Київ, «Дніпро» Черкаси, «ДЮСШ ім. Бутовського» Полтава, «ДЮСШ №1»-Збірна м. Хмельницького, «Житлобуд-2» Харків, «Зміна-СДЮШОР» Суми, «Кобра» Білокуракине, «Ковельчанка» Ковель, «Кооператор» Львів, «Кристал» Херсон, «КСДЮШОР Динамо-Тесла-2» Харків, «Лідер»-ЗПO, «Mezzo»-Збірна Харківської області, «Мрія» Степанівка, «Нагія» Охтирка, «Оболонь» Київ, «Радосінь» Київ, «Спартак» Івано-Франківськ, «Суми» Суми, «Сюзанка» Суми, «Фенікс» Київ, «Богдан-ЧНУ» Черкаси, «Чорноморочка» Одесса

## Рекорди гравчинь
| Місце | Гравчиня                | Клуби                                      | Роки                              | Чемпіонства |
| ----- | ----------------------- | ------------------------------------------ | --------------------------------- | ----------- |
| 1-2   | Лариса Бутко            | «Ніка-Педуніверситет», «Біличанка»         | 1995—2003, 2005, 2007             | 11          |
| 1-2   | Оксана Волошко (Ткачук) | «Ніка-Педуніверситет», «Біличанка»         | 1995—2003, 2005, 2007             | 11          |
| 3-5   | Олександра Лясковська   | «Ніка-Педуніверситет»                      | 1995, 1997—2003, 2005, 2007       | 10          |
| 3-5   | Ольга Педченко          | «Ніка-Педуніверситет»                      | 1995, 1997—2003, 2005, 2007       | 10          |
| 3-5   | Юлія Форсюк             | «Біличанка-НПУ», «IMS-НУХТ», «Будстар-НПУ» | 2004, 2008—2013, 2016, 2017, 2020 | 10          |